# Coupe de Roumanie féminine de football
La Coupe de Roumanie féminine de football (Cupa României Fotbal Feminin en roumain) est une compétition de football féminin amateur opposant les clubs féminins de Roumanie dans un tournoi à élimination directe. La coupe a été créée en 2004.

## Palmarès
| Saison    | Vainqueur                                              | Finaliste                                              | Score                                                  |
| --------- | ------------------------------------------------------ | ------------------------------------------------------ | ------------------------------------------------------ |
| 2003-2004 | CFF Clujana                                            | CS Şantierul Naval Constanța                           | 4-0                                                    |
| 2004-2005 | CFF Clujana                                            | CS Smart Sport Bucarest                                | 2-1                                                    |
| 2005-2006 | CFF Clujana                                            | CS Pandurii Târgu Jiu                                  | 3-2                                                    |
| 2006-2007 | CS Pandurii Târgu Jiu                                  | CFF Clujana                                            | 1-1 ap, 6-5 tab                                        |
| 2007-2008 | CFF Clujana                                            | CS Smart Sport Bucarest                                | 7-0                                                    |
| 2008-2009 | Ripensia Timişoara                                     | CSS Târgoviște                                         | 4-0                                                    |
| 2009-2010 | FCM Târgu Mureș                                        | CFF Clujana                                            | 4-0                                                    |
| 2010-2011 | CFF Olimpia Cluj-Napoca                                | FCM Târgu Mureș                                        | 2-0                                                    |
| 2011-2012 | CFF Olimpia Cluj-Napoca                                | FCM Târgu Mureș                                        | 1-0                                                    |
| 2012-2013 | CFF Olimpia Cluj-Napoca                                | FCM Târgu Mureș                                        | 6-0                                                    |
| 2013-2014 | CFF Olimpia Cluj-Napoca                                | ASA Târgu Mureş                                        | 3-0                                                    |
| 2014-2015 | CFF Olimpia Cluj-Napoca                                | ASA Târgu Mureş                                        | 4-0                                                    |
| 2015-2016 | ASA Târgu Mureş                                        | CFF Olimpia Cluj-Napoca                                | 2-1                                                    |
| 2016-2017 | CFF Olimpia Cluj-Napoca                                | Navobi Iaşi                                            | 5-0                                                    |
| 2017-2018 | CSS Târgovişte                                         | Heniu Prundu Bargaului                                 | 3-0                                                    |
| 2018-2019 | Vasas Odorhei                                          | Fortuna Becicherecu Mic                                | 5-0                                                    |
| 2019-2020 | Compétition annulée à cause de la pandémie de Covid-19 | Compétition annulée à cause de la pandémie de Covid-19 | Compétition annulée à cause de la pandémie de Covid-19 |
| 2020-2021 | U Olimpia Cluj                                         | Heniu Prundu Bargaului                                 | 1-0 a. p.                                              |
| 2021-2022 | U Olimpia Cluj                                         | Heniu Prundu Bargaului                                 | 6-2                                                    |
| 2022-2023 | Carmen Bucuresti                                       | Olimpia Cluj                                           | 2-1 a. p.                                              |
| 2023-2024 | Olimpia Cluj                                           | Csikszereda                                            | 3-1 a. p.                                              |